# Buverchy
Buverchy ist eine kleine französische Gemeinde mit 45 Einwohnern (Stand 1. Januar 2022) im Département Somme in der Region Hauts-de-France im Norden von Frankreich. Die Gemeinde gehört zum Kanton Ham und ist Teil des Gemeindeverbandes Est de la Somme.

## Geographie
Die Gemeinde liegt östlich des Canal du Nord und rund zwei Kilometer südwestlich von Hombleux an der Départementsstraße 154 nach Moyencourt.

## Geschichte
Die Gemeinde erhielt als Auszeichnung das Croix de guerre 1914–1918.

## Einwohner
| 1962 | 1968 | 1975 | 1982 | 1990 | 1999 | 2006 |
| ---- | ---- | ---- | ---- | ---- | ---- | ---- |
| 16   | 37   | 35   | 36   | 50   | 43   | 41   |

## Verwaltung
Bürgermeister (maire) ist seit 2001 Pierre Carpentier.